# Alchemilla plocekii
Alchemilla plocekii é uma espécie de rosácea do gênero Alchemilla, pertencente à família Rosaceae.